# Église Notre-Dame de Cocherel
Pour les articles homonymes, voir Église Notre-Dame et Notre-Dame.
L'église Notre-Dame de Cocherel est située sur le territoire de la commune d'Houlbec-Cocherel, sur les hauteurs du hameau de Cocherel, dans le département de l'Eure. Elle serait une des premières églises de la chrétienté médiévale. 

## Histoire
Détruite au VIIe siècle, sous le règne de Clovis II, roi de Neustrie, elle a été rapidement reconstruite par le seigneur d'Acquigny et a pris le nom de Notre-Dame-des-Vœux. Bénie par saint Aquilin, évêque d'Évreux, assisté de Gérébal, évêque de Bayeux son nom lui vient des nombreux pèlerinages qui s'y déroulaient.
Dans une ancienne chronique de Normandie, il est fait mention qu'à la prière de l'archevêque de Rouen, Raoul, chef des Normands, avait accordé plusieurs fois la conservation et réserve de plusieurs églises catholiques dédiées à la Vierge, dont celle de Cocherel,  en 911 et 912.
Au XIIIe siècle, le seigneur d'Acquigny en fit don aux religieux de l'abbaye de Saint-Ouen de Rouen. L'église reprend alors le nom de Notre-Dame de Cocherel. Lucas, évêque d'Evreux, a confirmé cette donation en 1205. L'église à cette époque est paroissiale.
L'église est conservée par ces religieux jusqu'en 1575, date à laquelle Jean Le Prevost devient seigneur du Bas-Cocherel. Cette famille régna sur le Bas, puis sur le Haut-Cocherel jusqu'en 1725.
Depuis la Révolution, Notre-Dame de Cocherel fait partie du patrimoine communal.
En 1955, les habitants du hameau de Cocherel entreprennent sa restauration et s'occupent de l'entretien. En 1983 une nouvelle restauration est effectuée par les habitants, sous l'égide de la mairie.

## Protection
L'église est recensée à l'inventaire général du patrimoine culturel.
Le site formé par l'église, le cimetière, la tombe d'Aristide Briand et leur environnement a été classé le 15 novembre 1934.

## Architecture
L'édifice tel qu'on peut le voir actuellement est daté du XVIe siècle. Il présente une architecture simple. Le clocher, lui, date du XVIIIe siècle. Le portail occidental est en anse de panier avec voussure décorée d'une guirlande gothique représentant des entrelacs de feuilles de chêne.
Intérieurement, le chœur de l'édifice est séparé du transept par une façade percée d'un arc ogival. La voûte est dite en carène. Elle est soutenue par une charpente de bois, particularité des églises de la Vallée de l'Eure.

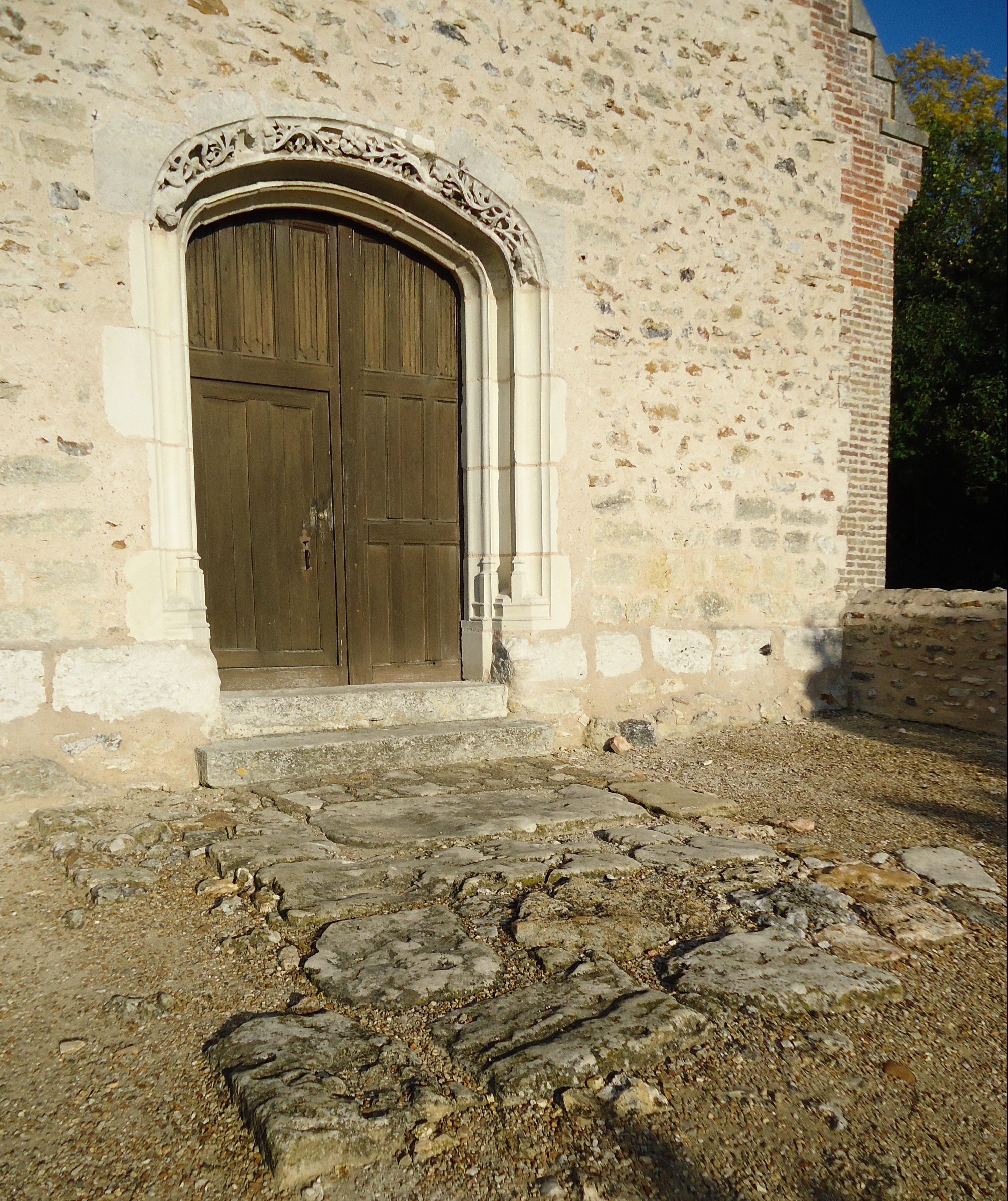
Le portail occidental.
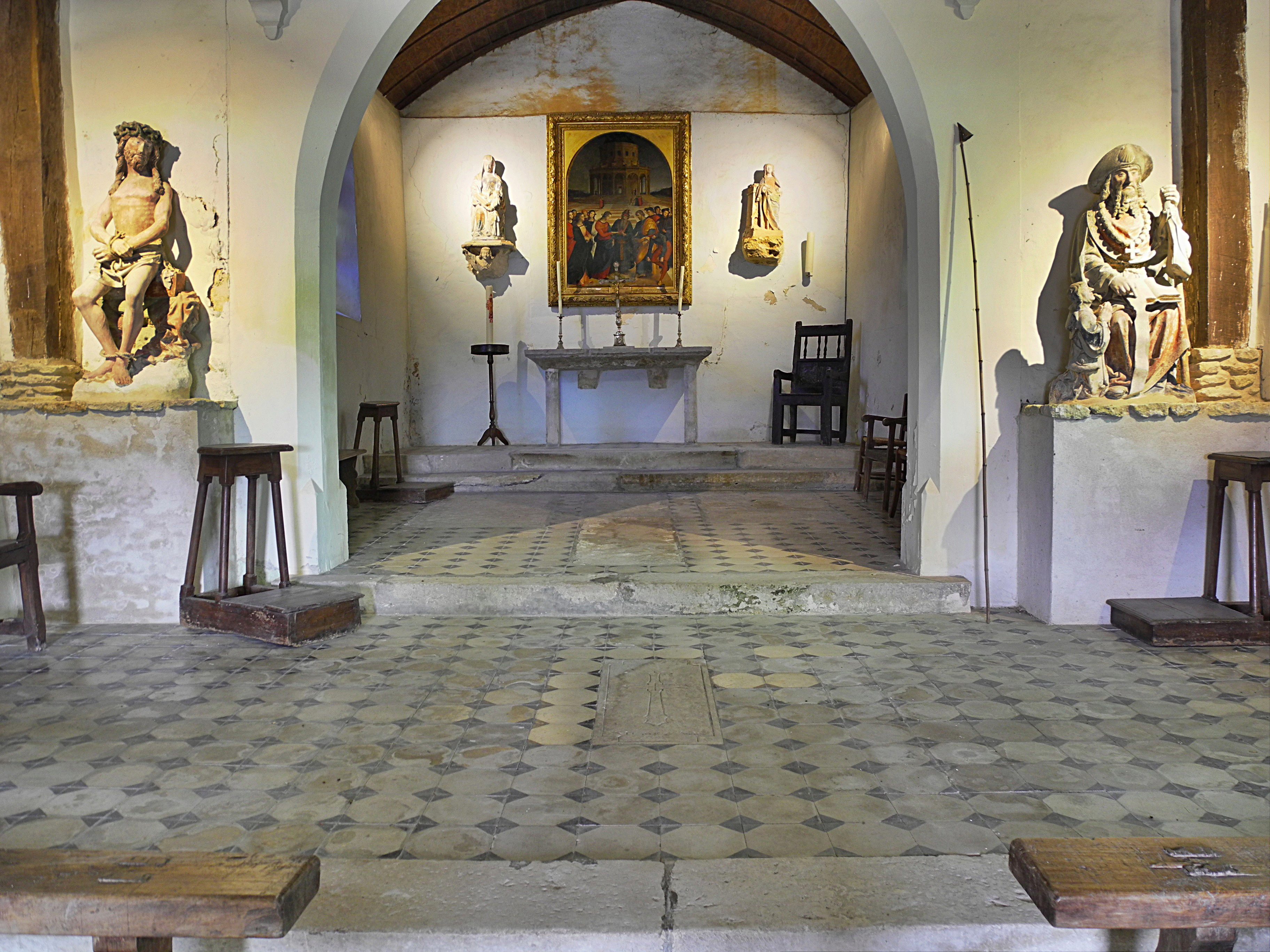
Le chœur, depuis la nef.

## Peintures
- Au fond du chœur : la reproduction par Lechevallier Chevignard, du XIXe siècle de l'œuvre de Raphael Le mariage de la Vierge. Ce tableau a figuré dans le bureau de Pierre Mendès France à la mairie de Louviers.
- Sur le mur gauche du chœur : une huile sur toile du XVIIIe siècle. Au bas de la toile est écrit DEI FAMILIAE SE CONSECRAT AC DEVOVET.

## Statuaire
- Au fond du chœur, de part et d'autre de l'autel : 
  - À gauche Sainte Anne, du début XVIIe siècle.
  - À droite Sainte Barbe, du début XVIe siècle.
- À gauche avant le chœur : un Christ aux liens de la fin du XVe siècle.
- À droite une statue de Saint Jacques de Compostelle représenté avec son chapeau, sa besace et son bourdon. Cette statue est classée depuis 1990[3].
- De part et d'autre de la nef : Saint Sébastien à droite, et Saint Roch à gauche.
- Sur une poutre de gloire : Christ en croix en bois polychrome, de la fin du XVIe siècle.
- Sur le mur séparant le chœur de la nef :
  - Statue en bois sculpté polychrome de Saint Jean (statue de poutre de gloire).
  - Statue de bois sculpté polychrome de la Vierge des douleurs (statue de poutre de gloire).

## Mobilier
- Bénitier en pierre sculptée XVe siècle ou XVIe siècle.
- Fonts baptismaux : cuve et pied octogonaux en pierre sculptée XVe ou XVIe siècle.
- Maître autel en pierre taillée du XVe siècle.
- Banc à dossier et accoudoirs en bois tourné du XVIIIe siècle.
- Tabourets de chantre en bois tourné de 1778.
- Porte de la sacristie provenant d'un chasublier disparu, en bois sculpté, du XVIIIe siècle.
- Chaise à bras en bois sculpté du XVIIe siècle.

## Vitraux
- La baie nord et les deux baies sud sont ornées de vitraux non-figuratifs datant de la seconde moitié du XXe siècle.
- Dans le chœur :
  - Baie nord : Vierge à l'Enfant signé André Pierre, datée de 1956.
  - Baie sud : Saint Jacques signé André Pierre, datée de 1956.

## Pavages
- Pierre gravée représentant une lyre surmontée d'une croix, et datée de 1902, à l'entrée de la nef, côté ouest.
- Dans la troisième travée de la nef figurent trois pierres gravées :
  - Côté nord : Armoiries semblables à celles figurant sur la pierre de fondation des messes de jean-de-la-Vigne.
  - Au centre : Croix avec inscription N D DES VOEUX.
  - Côté sud : Croix.
- Dans le chœur subsiste une pierre tombale recouverte d'une inscription peu lisible, ainsi qu'une petite pierre portant l'inscription J & H / 1893.

## Fondation de Messes
Pierre gravée de 1672, par Jean de La Vigne, ancien conseiller échevin de la ville de Vernon mentionnant :
JEAN DE LA VIGNE ANCIEN CONSEIELER ESCHEVIN DE LA VILLE DE VERNON
DEMEVRANT EN SA MAISON DE COCHEREL
SUR LA RIVIERE DEURE A FAIT EN CETTE EGLISE LES
FONCATIONS QVI ENSVIVENT SCAVOIR 12 MESSES BASSES
DV ST SACREMENT LES PREMIER IEVDYS DV MOIS
A COMCER LE PREMIER IEVDY DE MAY 1672 & LE
DEPFVNDIS ALAFIN DES MESSES
12 VESPRES DES MORTS LE DIMANCHE DAVANT LES PREMIER
IEVDYS
ETRE VESPRES & COMPLIE QVI SERONT
CHANTEES PAR LE CVRE & DE PFVDIS & PRIERES ORFINRE
8 SALVTS LE ST SACREMENT EXPOSE PENDANT LOCTAVE A 8 HEVRES DV SOIR LA
CLOCHE SONTE CHANTEZ PAR
LE CVRE & LES CLERS LE PAGE LIGVA TOVT AV LONG
DE PFVNDIS & LORAISON LA BENETICTION DV ST SACREMENT
A LA TOVSSAINCTS APPRES VESPRES DERA DIT VN
LIBERA DEPFONDIS & ORAISON DEVANT LE CRVSIFIX
OV SONT LES SEPVLTRES DE SA FAMILLE OV EST
LE CONTRACT PASSE A PACY
LE 8 avril 1672 BANCS & EPITAPHES
Cette pierre gravée est fixée sur la partie gauche de la nef, près du chœur.

## Exemples de la statuaire de l'église

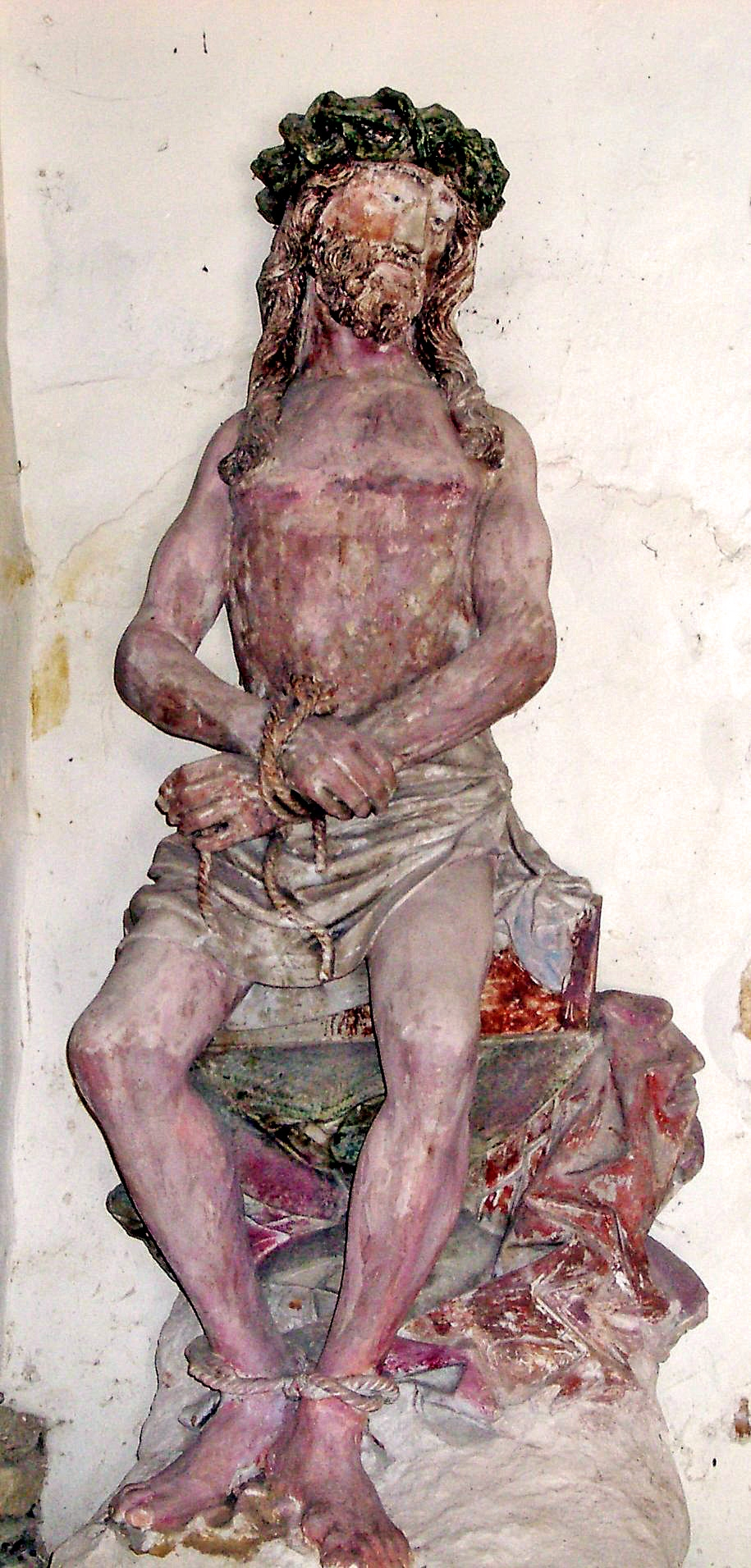
Le Christ aux Liens.
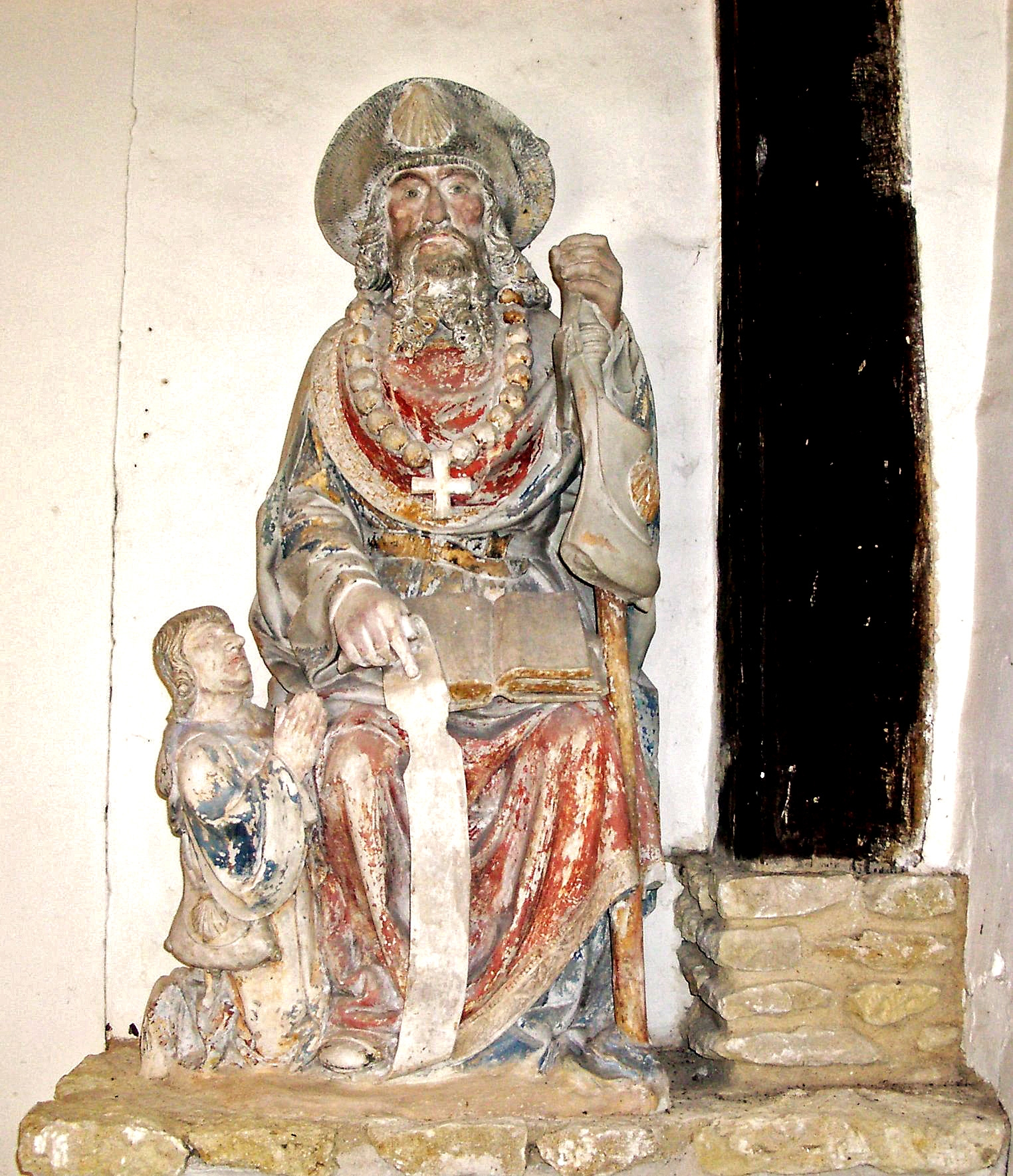
Saint Jacques de Compostelle.
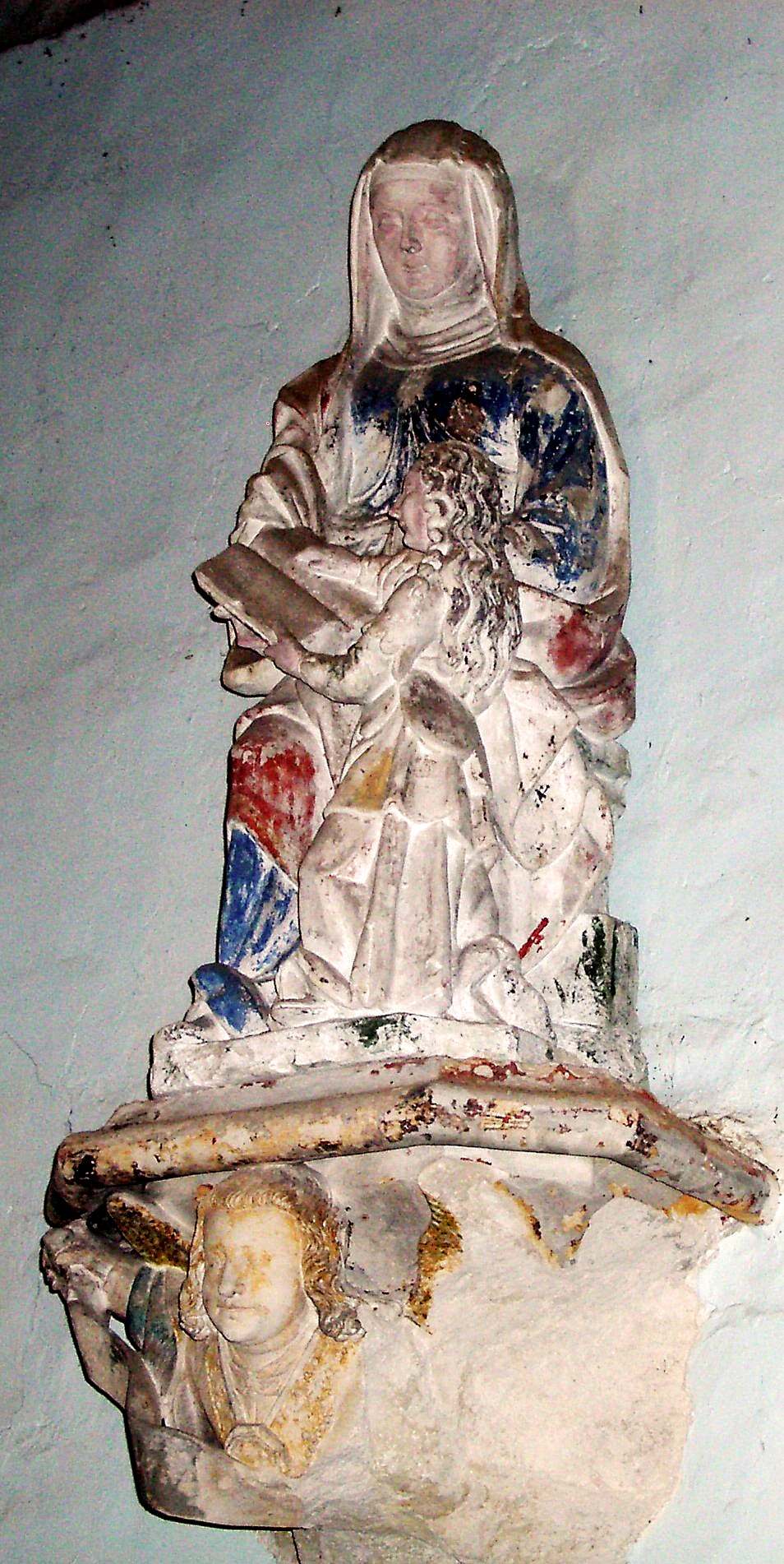
Sainte Anne et la Vierge.